# مرغابی درختی استرالیایی
مرغابی درختی استرالیایی، مرغابی یالدار یا غاز یال‌دار (نام علمی: Chenonetta jubata) یک مرغابی روآبچر است که در بیشتر استرالیا یافت می‌شود. این تنها گونه زنده در سردهٔ Chenonetta است. به‌طور سنتی در زیرخانواده مرغابیان روآبچر (مرغابی‌های پهنه‌چین) قرار می‌گیرد، ممکن است وابسته به زیرخانواده عروس‌مرغابیان (تنجه‌ها) باشد. خوتکای حلقه‌دار ممکن است نزدیک‌ترین خویشاوند زنده آن باشد.